# Agnieszka Woch
Agnieszka Woch (ur. 8 lipca 1979 w Łodzi) – polska językoznawczyni, doktor habilitowany nauk humanistycznych, profesor Uniwersytetu Łódzkiego, romanistka i italianistka. Dyrektorka Instytutu Romanistyki UŁ w kadencji 2024-2028.

## Życiorys
W 2003 roku ukończyła studia filologiczne na Uniwersytecie Łódzkim. W latach 2003–2009 odbyła studia doktoranckie na Uniwersytecie Łódzkim oraz na Université de Paris V. W 2009 obroniła pracę doktorską pt. Le slogan électoral français, italien et polonais: analyse formelle et pragmatique (Francuski, włoski i polski slogan wyboczy: analiza formalna i pragmatyczna) przygotowaną w systemie co-tutelle między Uniwersytetem Łódzkim a Sorboną, uzyskując stopnie doktora obu uczelni.
W 2020 r. uzyskała habilitację na podstawie pracy zatytułowanej La persuasion au service des grandes causes. Une étude comparative des campagnes sociétales contre la discrimination raciste, homophobe et sérophobe (Perswazja w służbie reklamy społecznej. Studium porównawcze kampanii społecznych przeciwko dyskryminacji ze względu na rasę, orientację seksualną i seropozytywność).
Pracuje na stanowisku profesora uczelni w Instytucie Romanistyki na Wydziale Filologicznym Uniwersytetu Łódzkiego.
Jest zastępczynią redaktora naczelnego romanistycznego czasopisma „Acta Universitatis Lodziensis. Folia Litteraria Romanica”.
Autorka artykułów naukowych i monografii z zakresu językoznawstwa romańskiego i porównawczego oraz współautorka skryptów uniwersyteckich poświęconych przekładowi włoskich odmian języków specjalistycznych.